# Beijing E-Prix
Der Beijing E-Prix ist ein Automobilrennen der FIA-Formel-E-Meisterschaft in Peking, Volksrepublik China. Es wurde erstmals 2014 ausgetragen. Der Beijing ePrix 2014 war das erste Rennen der FIA-Formel-E-Meisterschaft.

## Geschichte
Für den Beijing E-Prix wurde ein temporärer Rundkurs auf öffentlichen Straßen im Olympiapark ausgewählt.
Zum ersten Beijing E-Prix am 13. September 2014 kamen 75.000 Zuschauer in den Olympiapark um die Strecke. Der Eintritt zum Veranstaltungsgelände war kostenlos, nur die Plätze auf der Tribüne an der Start-Ziel-Geraden waren kostenpflichtig. 40 Millionen Menschen verfolgten das Rennen bei Fernsehübertragungen. Lucas di Grassi gewann das erste Rennen. Er profitierte von einer Kollision zwischen Nicolas Prost und Nick Heidfeld, die in der letzten Runde vor der letzten Kurve in einen Unfall verwickelt waren.
Das zweite Rennen 2015 gewann Sébastien Buemi vor di Grassi und Heidfeld.

## Ergebnisse
| Auflage | Jahr    | Strecke | Sieger                                          | Zweiter                                             | Dritter                                        | Pole-Position                       | Schnellste Runde                 |
| ------- | ------- | ------- | ----------------------------------------------- | --------------------------------------------------- | ---------------------------------------------- | ----------------------------------- | -------------------------------- |
| 1       | 2014/15 | Peking  | Lucas di Grassi (Audi Sport ABT Formula E Team) | Franck Montagny (Andretti Autosport Formula E Team) | Sam Bird (Virgin Racing Formula E Team)        | Nicolas Prost (Team e.dams Renault) | Takuma Satō (Amlin Aguri)        |
| 2       | 2015/16 | Peking  | Sébastien Buemi (Renault e.dams)                | Lucas di Grassi (ABT Schaeffler Audi Sport)         | Nick Heidfeld (Mahindra Racing Formula E Team) | Sébastien Buemi (Renault e.dams)    | Sébastien Buemi (Renault e.dams) |